# Colpochila satelles
Colpochila satelles är en skalbaggsart som beskrevs av Britton 1986. Colpochila satelles ingår i släktet Colpochila och familjen Melolonthidae. Inga underarter finns listade i Catalogue of Life.